# آهنگ نبرد (ترانه)
«آهنگ نبرد» (انگلیسی: Fight Song) ترانه‌ای از خواننده و ترانه‌پرداز آمریکایی، ریچل پلتن است که در ۱۹ فوریه ۲۰۱۵ توسط کلمبیا رکوردز منتشر شد. این ترانه در نخستین آلبوم چندآهنگهٔ پلتن با همین نام (۲۰۱۵) و همچنین در دومین آلبوم استودیویی او با نام آتش‌سوزی جنگل (۲۰۱۵) گنجانده شده ست. این ترانه در سبک پاپ راک ساخته شده و توسط پلتن و دیو باست نوشته شده و تهیه‌کنندگی آن بر عهدهٔ جان لوین بوده است. پلتن که در آن زمان خواننده‌ای گمنام و درگیر مشکلات مالی بود، این ترانه را با هدف ترویج احساس توانمندسازی شخصی نوشت.

## گواهی‌نامه‌ها
| منطقه | گواهی       | واحد گواهی‌شده/فروش |
| --- | ----------- | ------------------ |
| استرالیا (آی‌اف‌پی‌آی استرالیا)                                                                                        | ۵× Platinum | ۳۵۰٬۰۰۰            |
| کانادا (میوزیک کانادا)                                                                                              | ۳× Platinum | ۲۴۰٬۰۰۰*           |
| دانمارک (آی‌اف‌پی‌آی)                                                                                                  | Platinum    | ۹۰٬۰۰۰             |
| آلمان (بی‌وی‌ام‌آی) | Gold        | ۲۰۰٬۰۰۰            |
| ایتالیا (اف‌آی‌ام‌آی)                                                                                                  | Gold        | ۲۵٬۰۰۰             |
| مکزیک (امپروفون) | پلاتین      | ۶۰٬۰۰۰             |
| نیوزیلند (آرآی‌ای‌ان‌زد)                                                                                               | ۳× Platinum | ۴۵٬۰۰۰             |
| نروژ (آی‌اف‌پی‌آی نروژ)                                                                                                | Gold        | ۲۰٬۰۰۰             |
| لهستان (زدپی‌ای‌وی)                                                                                                   | ۲× Platinum | ۴۰٬۰۰۰             |
| اسپانیا (سازنده‌های موسیقی)                                                                                          | Gold        | ۳۰٬۰۰۰             |
| سوئد (گی‌ال‌اف) | Gold        | ۲۰٬۰۰۰             |
| بریتانیا (بی‌پی‌آی)                                                                                                   | ۳× Platinum | ۱٬۸۰۰٬۰۰۰          |
| ایالات متحده (آرآی‌ای‌ای)                                                                                             | ۶× Platinum | ۶٬۰۰۰٬۰۰۰          |
| استریم |             |                    |
| ژاپن (آرآی‌ای‌جی) | Gold        | ۵۰٬۰۰۰٬۰۰۰         |
| * رقم فروش تنها بر پایهٔ گواهی‌ها. · رقم فروش+پخش جاری تنها بر پایهٔ گواهی‌ها. · رقم فقط پخش جاری تنها بر پایهٔ گواهی‌ها. |             |                    |